# Mala potkožna vena
Mala potkožna vena (lat. vena saphena parva) je velika površinska vena noge.
Vena polazi sa stopala, iz lateralnog kraja venskog luka hrpta stopala (lat. arcus venosus dorsalis pedis), ide stražnjom stranom potkoljenice, do zakoljene jame (lat. fossa poplitea), gdje se ulijeva u zakoljenu venu (lat. vena poplitea).
Mala potkožna vena brojnim je anastomozama povezana s velikom potkožnom venom (lat. vena saphena magna) i dubokim venama noge.